# Jennifer Keller
Jennifer Keller è un personaggio di finzione appartenente all'universo fantascientifico della serie televisiva Stargate Atlantis, spin-off di Stargate SG-1, ed è interpretata dall'attrice Jewel Staite.

## Biografia

### Prima della spedizione Atlantis
Jennifer è nata a Chippewa Falls, Wisconsin.
Parlando con Teyla, le dice di aver perso la madre qualche anno prima di unirsi alla spedizione.
Molto intelligente, ha terminato il liceo all'età di 15 anni e ha conseguito un Bachelor all'età di 18 anni.
Ha sempre voluto fare il dottore.
Soffre di vertigini.

### Nella spedizione Atlantis
Jennifer diviene capo medico della spedizione di Atlantis, sostituendo il Dr. Carson Beckett nell'ultimo episodio della terza stagione. La dottoressa Keller salverà la vita alla Dr. Weir usando le naniti dei Replicatori.
Jennifer sarà una dei personaggi della serie che avrà incubi dopo che John Sheppard toccherà un cristallo vivente.
Quando la squadra troverà il clone di Beckett sarà la dottoressa a scoprire la natura di clone di Beckett ed una cura per impedire la sua morte prematura (Michael lo aveva creato imperfetto per tenerlo sotto controllo). Proprio Beckett salverà Keller quando verrà infettata dalla stessa forma di vita che i Wrath usano per costruire le loro navi spaziali.
Inizialmente la dottoressa Keller sembrerà legarsi a Ronon Dex, ma in seguito affermerà di amare Rodney McKay. Per altro tale amore esiste anche in un'altra linea temporale in cui finisce il colonnello Sheppard, dove la dottoressa sposò McKay ma morì pochi anni dopo per le conseguenze di un esperimento in cui lavorarono entrambi. Sarà proprio la sua morte che spingerà McKay a trovare un modo per rimandare Sheppard nella sua linea temporale per cambiare ciò che era accaduto.